# Partido Comunista de Surinam
El Partido Comunista de Surinam (en neerlandés: Kommunistische Partij van Suriname) fue un partido comunista que existió en Surinam durante la década de 1980. Fue fundado formalmente en junio de 1981 por Bram Behr. El KPS era un partido marxista-leninista con tendencia hoxhaísta en cuanto a posturas políticas.
Aunque no se organizaron en torno a un partido hasta 1981, los comunistas surinameses ya presentaron candidatos en las elecciones de 1977 bajo las siglas del Frente Democrático Popular. Ningún miembro del KPS fue elegido nunca para ocupar un cargo público. Tras el colapso de la URSS y demás países comunistas, el KPS se disolvió.